# Zagłuszanie (akustyka)
Zagłuszanie – zjawisko zaniku słyszalności dźwięku o słabszej intensywności występujące podczas współbrzmienia dwóch dźwięków o dostatecznie dużej różnicy intensywności. Jest to zjawisko psychoakustyczne wywołane podniesieniem progu słyszalności przez dźwięk głośniejszy.
Dźwięk głośniejszy nazywany jest dźwiękiem zagłuszającym lub dźwiękiem przeszkadzającym, a dźwięk słabszy – dźwiękiem zagłuszonym.
Stopień zagłuszania nie zależy tylko od różnicy intensywności obu dźwięków, ale także od ich częstotliwości. Im mniejsza różnica częstotliwości obu dźwięków, tym wyższy jest próg słyszalności, a więc tym łatwiej dźwięki są zagłuszane, aczkolwiek dla dźwięków bardzo bliskich następuje w sposób wtórny lekkie obniżenie progu słyszalności z powodu pojawienia się zjawiska dudnienia. Ponadto nieco bardziej podatne na zagłuszanie są dźwięki w oktawach i ich wielokrotnościach.